# محمد أكرم (لاعب كريكت)
محمد أكرم (10 سبتمبر 1974 في باكستان - ) (بالأردوية: محمد اکرم)‏ (بالإنجليزية: محمد اکرم)‏ هو لاعب كريكت باكستاني. شارك مع منتخب باكستان للكريكت. أما مع النوادي، فقد لعب مع نادي مقاطعة سري للكريكت ‏ ونادي مقاطعة ساسكس للكريكت ‏ ونادي مقاطعة نورثامبتونشير للكريكت ‏ ونادي مقاطعة ساسكس للكركيت ‏ وAllied Bank Limited cricket team ‏ وRawalpindi cricket team ‏.

## وصلات خارجية
- محمد أكرم (لاعب كريكت) على موقع إي آس بي آن كريك إنفو (الإنجليزية)